# Belona słodkowodna
Belona słodkowodna (Xenentodon cancila) – gatunek ryby z rodziny belonowatych (Belonidae). Ze względu na efektowny wygląd poławiana do handlu akwarystycznego (w warunkach wiwaryjnych nerwowa i dość trudna w hodowli). 

## Występowanie i biotop
Zasiedla rzeki, sadzawki i kanały wodne Sri Lanki, Indii oraz Azji Południowo-Wschodniej. Żyje pojedynczo jak i w ławicach - w rzekach pływa pod prąd.  

## Morfologia

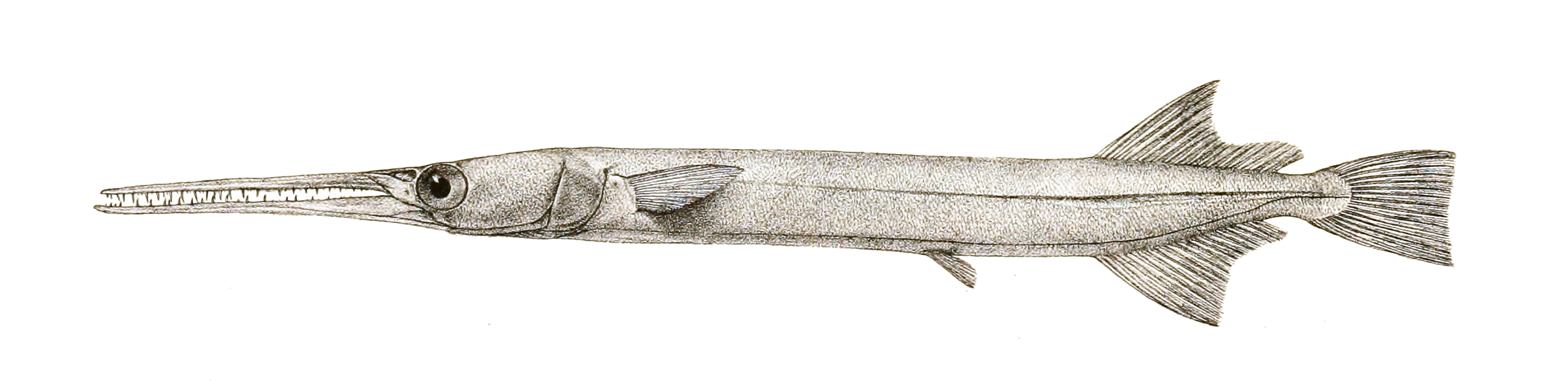
Belona słodkowodna na ilustracji z 1878

Osiąga do 40 cm długości. Ciało opływowe, spłaszczone bocznie z dość małymi płetwami. Tęczówka złota. Ubarwienie jasnobrunatne, od spodu srebrzyste z ciemnym pasem wzdłuż boku. Wąskie, delikatne szczęki (dolna nieco dłuższa od górnej).

## Ekologia i zachowanie
Poluje na owady, wodne bezkręgowce i małe ryby. Potrafić gonić ofiarę z dużą prędkością. Ryba jajorodna – składane pojedynczo jaja, przyklejają się do roślinności i są pozostawiane bez opieki. 